# Esquina Democrática (Senadinho)
A Esquina Democrática de Florianópolis é uma esquina famosa e tradicional ponto de encontro da capital catarinense. Fica no cruzamento das ruas Felipe Schmidt e Trajano, no Centro, tendo ganhado popularidade pela presença do café Ponto Chic a partir dos anos 1940, mais tarde chamado de Senadinho, onde um grupo de clientes formou uma confraria que oferece diplomas a personalidades e entidades. O local também é famoso pelas discussões políticas, tendo sido um dos cenários da Novembrada em 1979.

## Origem
Ganhou sua fama com o surgimento, na esquina, do café Ponto Chic em 1948. Em 1979, o local passa a se chamar Senadinho por sediar a confraria "Senatus Populusque Florianopolitanus", latim para "O Senado e o Povo Florianopolitano" com o nome da cidade latinizado, em referência ao lema romano SPQR. Esse grupo passou a oferecer diplomas a pessoas e entidades que valorizam a cultura local, já tendo empossado cerca de 500 senadores.
A confraria, e consequentemente o café, foram nomeados em referência ao funcionário público Alcides Hermógenes Ferreira, cliente assíduo do café que ganhou o apelido de Senador por sempre andar com roupas elegantes. Senadinho e Ponto Chic são nomes alternativos para se referir a Esquina Democrática.
As lei municipais Nº 7870/2009 e Nº 10.139/2016 colocam a esquina com um dos "espaços públicos para a formação e difusão das expressões culturais de caráter popular no município de Florianópolis" junto com outros pontos relevantes para a cidade, como o entorno da Figueira e o Largo da Catedral.

## Novembrada
O primeiro dos diplomas do Senatus Populusque Florianopolitanus foi oferecido a João Figueiredo, por ser o presidente militar a iniciar a reabertura política. Ao ir do Palácio Cruz e Sousa até o local, um trajeto de uma quadra, ele que lidar com uma grande manifestação, que acabou com prisões de alguns estudantes. Esse episódio histórico ficou conhecido como a Novembrada. Apesar de já ser antes disso, esse acontecimento solidificou o local também como um ponto de discussão política na cidade.

## Fechamentos e reaberturas do café
O café Ponto Chic fechou em 2004, para reabrir, por pressão popular, no ano seguinte, mas apenas como um balcão anexo a uma agência financeira que ocupou a sala e deixou o café continuar após um acordo com a prefeitura. Em 2019, com o fim da agência que alugava o local, fechou novamente Em 2020, foi retomado por iniciativa de empresários locais interessados em manter a tradição, tendo fechado novamente após o baixo movimento devido a Pandemia de COVID-19.